# Життя «Івана»
«Життя „Івана“. Нариси з побуту селян однієї з чорноземних губерній» — книга російського етнографа Ольги Семьонової-Тянь-Шанської, заснована на її спостереженнях за селянами у Рязанській губернії на рубежі XIX та XX століть. Робота містить дані про життя «середньостатистичного» селянина Великоросії: про його економічне становище, сімейні відносини, дозвілля, вірування тощо. Книга не була завершена за життя авторки і вперше була опублікована лише в 1914 році, згодом вона перевидавалася і була перекладена спершу англійською, а потім і українською мовами.

## Створення
Дочка відомого географа, статистика та державного діяча Петра Семенова-Тянь-Шанського Ольга Петрівна Семенова-Тянь-Шанська (1863—1906) займалася етнографічними дослідженнями з юних літ: її зібрання пісень Рязанської губернії опубліковане в 1886 році і отримало срібну медаль Російського географічного товариства. Пізніше разом із братом Веніаміном вона написала розділ, присвячений середньоросійській чорноземній області, для серії «Росія. Повний географічний опис нашої вітчизни» (1902). У селі Грем'ячка Данківського повіту, де знаходився маєток сім'ї та де Семенова зазвичай проводила літо, вона організувала школу для селянських дівчаток. Спільно з подругою Варварою Шрейдер вони зібрали велику колекцію народного костюма з 1465 одиниць, згодом передану Російському етнографічному музею.
Наприкінці 1890-х років зі своїм колегою К. В. Николаєвським Семенова склала програму дослідження селянського життя сусідніх сіл, що включала широке коло питань про економічне, соціальне та сімейне життя селян. Протягом чотирьох років, з 1898 по 1902 роки, вона збирала по селах відповіді на питання програми та згодом доопрацьовувала їх, сподіваючись об'єднати в єдину працю. Вона також сподівалася доповнити роботу своїми спостереженнями про те, як позначився політичний рух у першій половині 1900-х років на селянському середовищі. Проте працю автора не було завершено. О. П. Семенова померла наприкінці 1906 року у віці 43 років від хвороби серця. За словами Шрейдер, після її смерті «залишилося багато зошитів, записників, окремих клаптиків паперу, ретельно нею зібраних і списаних її виразним, своєрідним почерком».

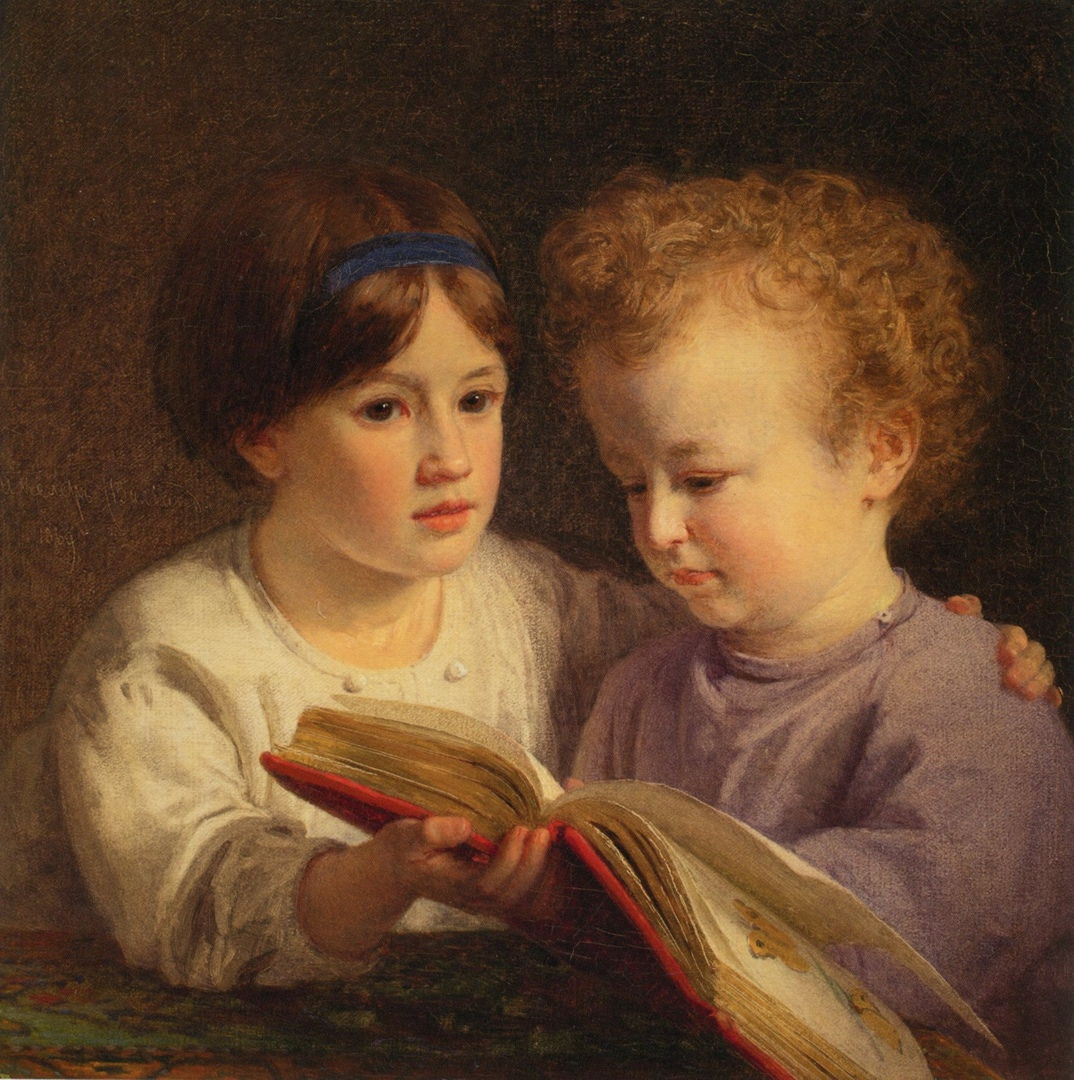
Ольга Петрівна з братом Андрієм у дитинстві (Йоганн Келер, 1866)

У 1908 році в меморіальній статті про Семенову Шрейдер опублікувала фрагменти з її праць. В 1914, через вісім років після смерті Семенової, її матеріали були опубліковані в окремому випуску «Записок» РГТ з відділення етнографії. У тому ж році з'явилися дві рецензії на книгу, загалом позитивні, — у журналах «Сучасник» і «Вісник Європи». У зв'язку з початком Першої світової війни і наступної революції книга була забута, і лише в 1995 перевидана репринтним способом в Рязані.
Нині у Музеї П. П. Семенова-Тянь-Шанського у селі Грем'ячка діє експозиція «Історія Мураєвинської волості», в якій представлені матеріали, пов'язані з описами селянського побуту у книзі О. П. Семенової.
У 1990-ті роки книга привернула увагу і американських вчених-росієзнавців: у межах спільної програми Індіанського та Мічиганського університетів з видання російських та східноєвропейських досліджень було розроблено проєкт із публікації матеріалів Семенової-Тянь-Шанської про російське селянство. В 1993 був опублікований англійський переклад книги зі вступною статтею і коментарями Девіда Ренсела, професора Індіанського університету. Композиція книги у цьому виданні частково змінена, як і її назва.
2023 року книга була видана в перекладі українською мовою Видавництвом Марка Мельника з передмовою Романа Коваля.

## Зміст

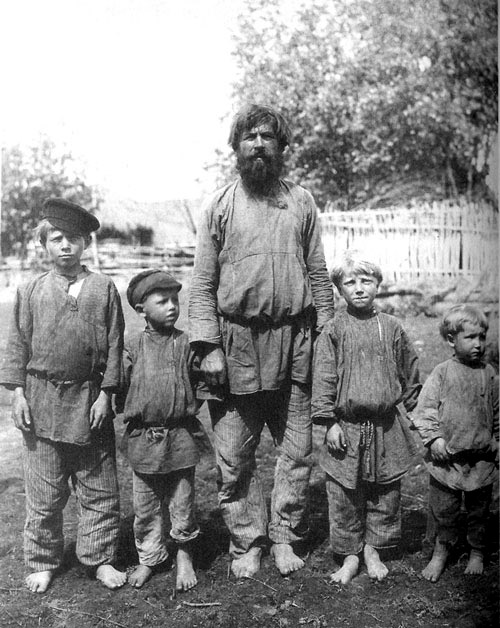
Селянин Рязанської губернії з дітьми (1910)

У книзі розповідається про життя «Івана»: «Іван» — це збірний образ простого російського селянина.

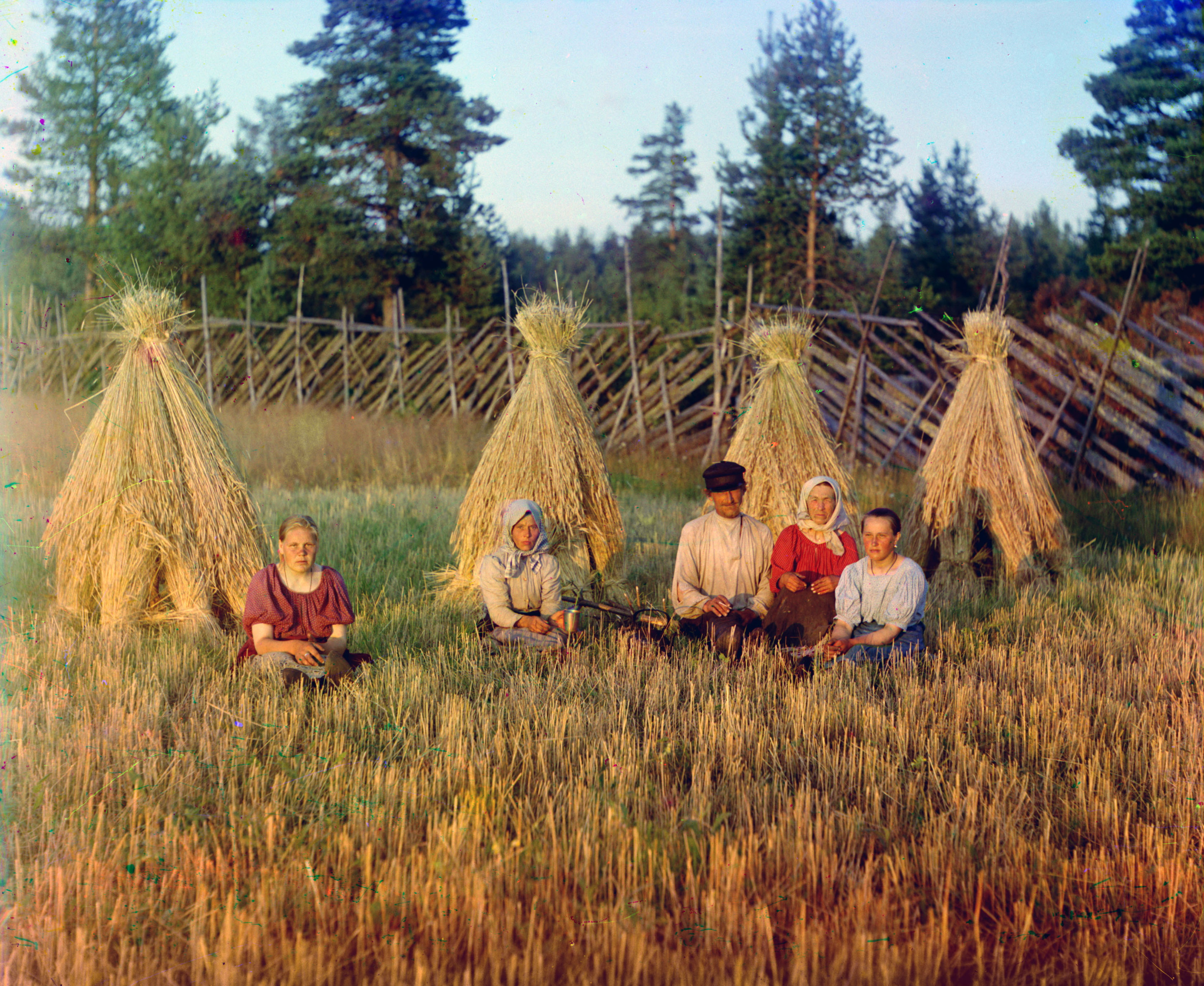
Селяни на жнивах (1909). Фото С. М. Прокудіна-Горського

Дослідниця відзначила і детально описала такі характерні риси власного народу:
1. Зневажливе ставлення до жіноцтва від пелюшок. Якщо першою дитиною в сім'ї народжується дівчинка, батько до неї ставився цілком байдуже. Рідні про народження дівчинки говорять із жалем. Молодого батька за первістка-дочку інші мужики села можуть і побити, а він і не боронитиметься, бо так споконвіку ведеться.
2. Дружину чоловік вважає за придбану річ і знущається над нею як хоче. Коли поганий настрій, б'є її палицею, кочергою, рогачем, чоботом, відром. Тягає за коси через поріг. Часом, не розрахувавши сили удару, вб'є нещасну. Якщо під час побиття чоловік зламає предмет, яким бив, то жалкує за ним, а не за побитою дружиною (та теж більше журиться за поламаним рогачем, ніж за своїми пом'ятими боками). Мужик міг сказати: «Станавісь, жена, на калєні, кладі ґолаву на пороґ, мая воля, захачу — уб'ю тєбя!» І жінка покірно клала голову на поріг, а той піднімав над нею сокиру. Як правило, нещасну рятували діти, здіймаючи плач і крик. Тоді мужик промовляв: «Дєтєй жалко, а то нє бить би тєбє живой».
3. Байдужість до виховання дітей. Діти змалечку не мають належного догляду. Часто малюк повзає в багні, брудний і мокрий, кричить, плаче. Щоб він замовк, йому дають печену картоплину чи огірок, які він зазвичай викачує в багні, і вже в такому вигляді вживає та ще й із тим, що тече в нього з носа. Їсть із корита для свиней, п'є звідти воду. Напихає собі у рота землю, ковтає її. Дуже рано дитя навчається лайливих слів. Воно ще й речення не може скласти, а вже матір називає сукою, якщо та в чомусь відмовить йому. Вся родина, чуючи це, тішиться та ще й заохочує далі лаяти матір. До семирічного віку хлопчики й дівчатка вживають увесь репертуар сільських лайливих слів: «Кобєль, сука, сволочь, блядь…» Заохочують старші і до бійок з іншими дітьми, особливо зі слабшими. Якщо ж дитина вродилася слабкою, рідні те й робитимуть, що жалітимуться на її існування і «щохвилинно накликатимуть смерть» на неї, а часом і вб'ють. Карають дітей за галас, забруднений одяг, украдений шматок хліба, але ніколи не покарають за бійку, брехню, бридкі слова. У п'яних і жорстоких батьків діти завжди залякані й недовірливі. Вони не вірять, коли їх підманюють, підозрюючи за ласкою якусь каверзу, підступність, адже часом батьки лагідно підкликають дитину, щоб потім покарати за щось.
4. Жорстокість поводження з домашніми тваринами. Жаліють лише коня й корову — тому, що корисні. Але під п'яну руку це не заважає мужикові зривати свій гнів на коняці, б'ючи її по боках, по морді. «Но-но, ґніда… Пошевєлівайся, ідол… У-у ти, дьявол, ґнілой, дєрьмо с…є». Над собаками й котами, як тваринами менш корисними, жорстоко знущаються (часто задля розваги). Діти закидають щенят і кошенят далеко на глибоку воду з цікавості, чи ті випливуть. Якщо хтось запитає, чи не шкода тварини, відповідь, як правило, одноманітна: «Чаво там жалєть, ето нє чєлавєк вєдь, а сабака».
5. Раннє пияцтво. Ще восьмирічних хлопчиків до алкоголю заохочують старші, підмовляючи красти горілку у батьків, коли тих немає вдома. На весіллях дорослі підпоюють малолітніх хлопчиків і дівчаток і примушують танцювати — «к всєобщей потєхє». Традиційно пиячать призовного віку «малиє», так звані «ґодниє». Галасливо під гармошку «гуляють» по шинках і на вулиці, причому страшенно бешкетують («безобразнічают ужасно»), б'ють шибки у вікнах, трощать меблі, лаються на всю вулицю, непристойно жартують — і їм усе вибачається. Автор зауважує, що суспільний звичай вимагає, щоб призовник напивався до чортиків, відтак і дико поводився («трєбуєтся пьянство»).
6. Розпуста. Чим непристойніше поводиться дівка в гурті, тим більшим успіхом вона користується у чоловіків. «Распутьовимі» називають дівок і жінок, котрі мають кількох коханців. Буває, що коханці, змовившись, карають «распутьовую»: побивши, зав'язують сорочку над головою так, що голова опиняється ніби в мішку, а до пояса вона гола, і пустять так по селу. Жінка, яка має одного коханця, зневазі не підлягає.
7. Дикість звичаїв. Навіть така поетично-урочиста подія як весілля супроводжується брутальностями. Перед тим як молоді ляжуть на шлюбне ложе, їхню постіль «ґрєют» інші подружжя (це називається «ґреть молодим постєль»). Привівши молодих і побачивши зайняту постіль, старший дружка кричить: «А что ж ета за жерєбєц с кабилай тут валяются?» І починає їх періщити батогом (ті заздалегідь закутуються кожухами). Якщо «жеребєц з кабилай» не йдуть, дружка пригощає їх горілкою. Якщо молодий переконається, що його дружина не цнотлива, то починає її катувати — б'є ногами, щипає за живіт і статеві органи. Часом молодий так захоплюється, що молода здорова жінка за кілька місяців перетворюється на хвору.
8. Заздрісність. Заздрість до заможніших односельчан спонукає робити шкоду в їхньому господарстві: сусідові псують городину, висмикують вночі із землі саджанці (мовляв, ні в кого в селі садів нема, а цей, заводячи сад, вважає себе ліпшим від інших). «Ненавиствуют (завидуют) постоянно: „Чем ты нас лучше, погоди — сравняешся с нами ужо“. Вздумаешь яблуньку посадить: „Э-э, сад вздумал заводить, барин какой. Мы не жрамши сидим, а он сад, да отгораживается“. И плетень сломают, а посаженную яблуню вытащат».
9. Неповага до чужої праці. Про трудягу говорять зневажливо-глузливо: «Да он как жук в зємлє копаєтца с утра до ночі!»
10. Непередбачуваність вчинків, необов'язковість. Ось характерний випадок. Зібравши врожай зі свого поля, селянин відчув себе настільки незалежним, що вирішив розірвати угоду з поміщиком, згідно з якою мав працювати на жнивах і возовиці в господарстві останнього. Пояснював це просто — нехіттю. «Нє надоуміла» й погроза поміщика не заплатити за вже виконану частину роботи. Врешті поміщик змушений був задовольнити бажання «крєстьяніна», бо той почав демонструвати свою несумлінність, шкодити (обпоювати коня, псувати збрую тощо). Вдома «крєстьянін» безтурботно байдикує («лежить на печі»), доки серед зими не виявить, що в нього скінчився весь запас хліба. Тоді він мершій біжить до поміщика і принижено благає порятувати від голодної смерті діток. При цьому ладен із дружиною працювати в поміщика навіть за одні харчі.

## Відгуки
Видавець книги та колега автора В. П. Шнейдер писала про те, що в результаті роботи Семенової «створюється цілий епос „Життя“ — життя середнього „Івана“ від колиски до могили».
Девід Ренсел називає книгу Семенової першою роботою, в якій дано портрет повсякденного життя селянина та його сімейних відносин починаючи з епохи скасування кріпосного права і до початку XX століття. За словами авторів передмови до перевидання книги у 2010 році, праця Семенової-Тянь-Шанської дозволяє вважати автора «однією з найяскравіших представниць» народознавства як «наукової дисципліни, яка вивчає етнографію власного народу».
Роман Коваль у передмові до українського видання 2023 року зазначає, що в книжці «Життя Івана» зображено справжнє, невигадане, неприкрите пропагандою лице середньостатистичного кацапа. Авторка, російська науковиця, переконливо показує, яким злом є російський народ, — абсолютним злом від народження, від пелюшок. Нікчемність, жорстокість, примітивність та агресія — національні риси москалів. Ця книжка — опис життя московського суспільства. І вона вражає тим, наскільки далеко у цивілізаційному просторі москалі від нас. У деякі речі важко повірити, проте вони були і є частиною буденності у їхньому світі. Їхня альтернативна реальність вражає і пояснює наслідки їхніх дій.